# Chlorophyllum brunneum
Chlorophyllum brunneum är en svampart som först beskrevs av Farl. & Burt, och fick sitt nu gällande namn av Vellinga 2002. Chlorophyllum brunneum ingår i släktet Chlorophyllum och familjen Agaricaceae.  Arten är reproducerande i Sverige. Inga underarter finns listade i Catalogue of Life.

## Bildgalleri

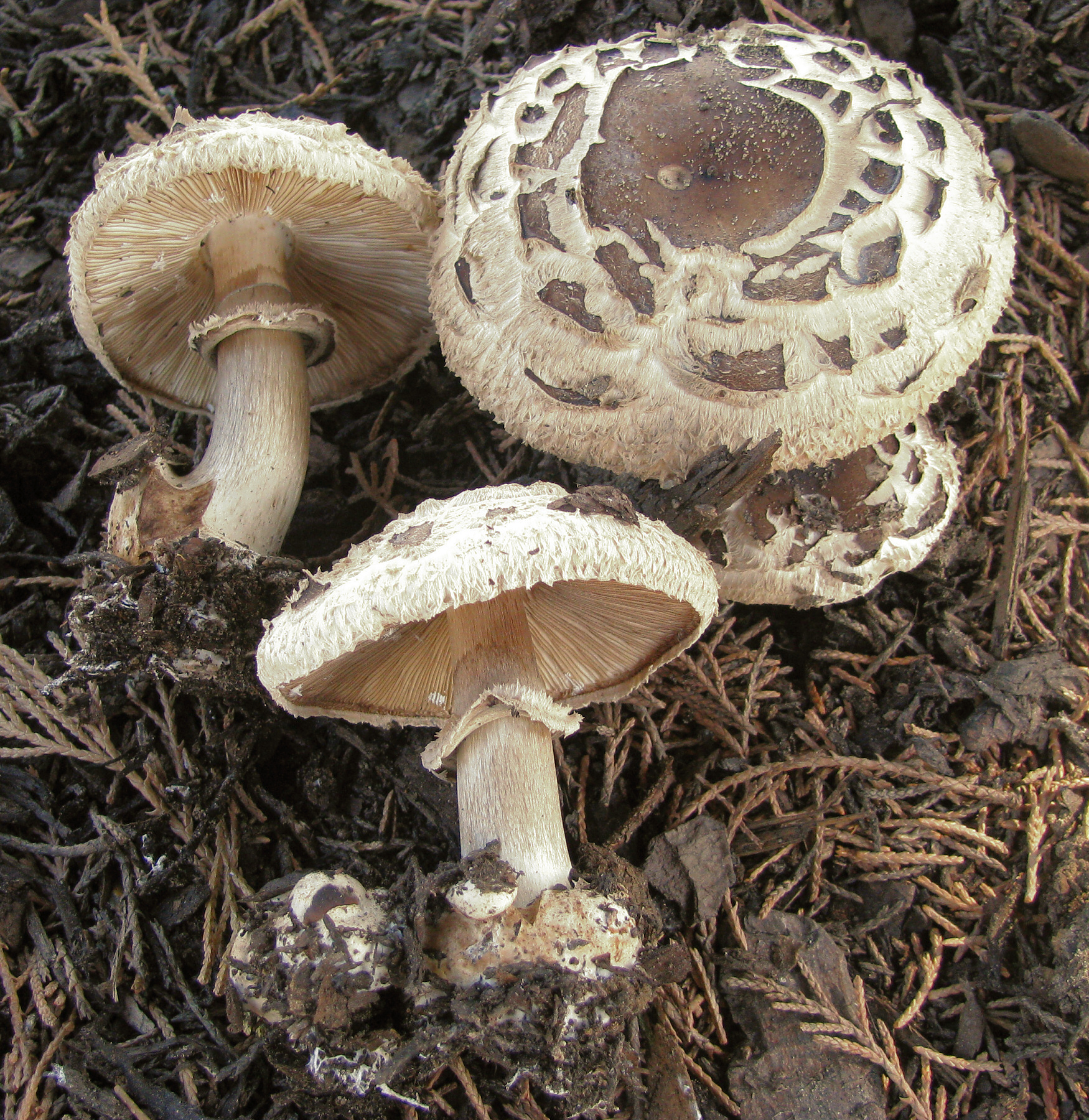
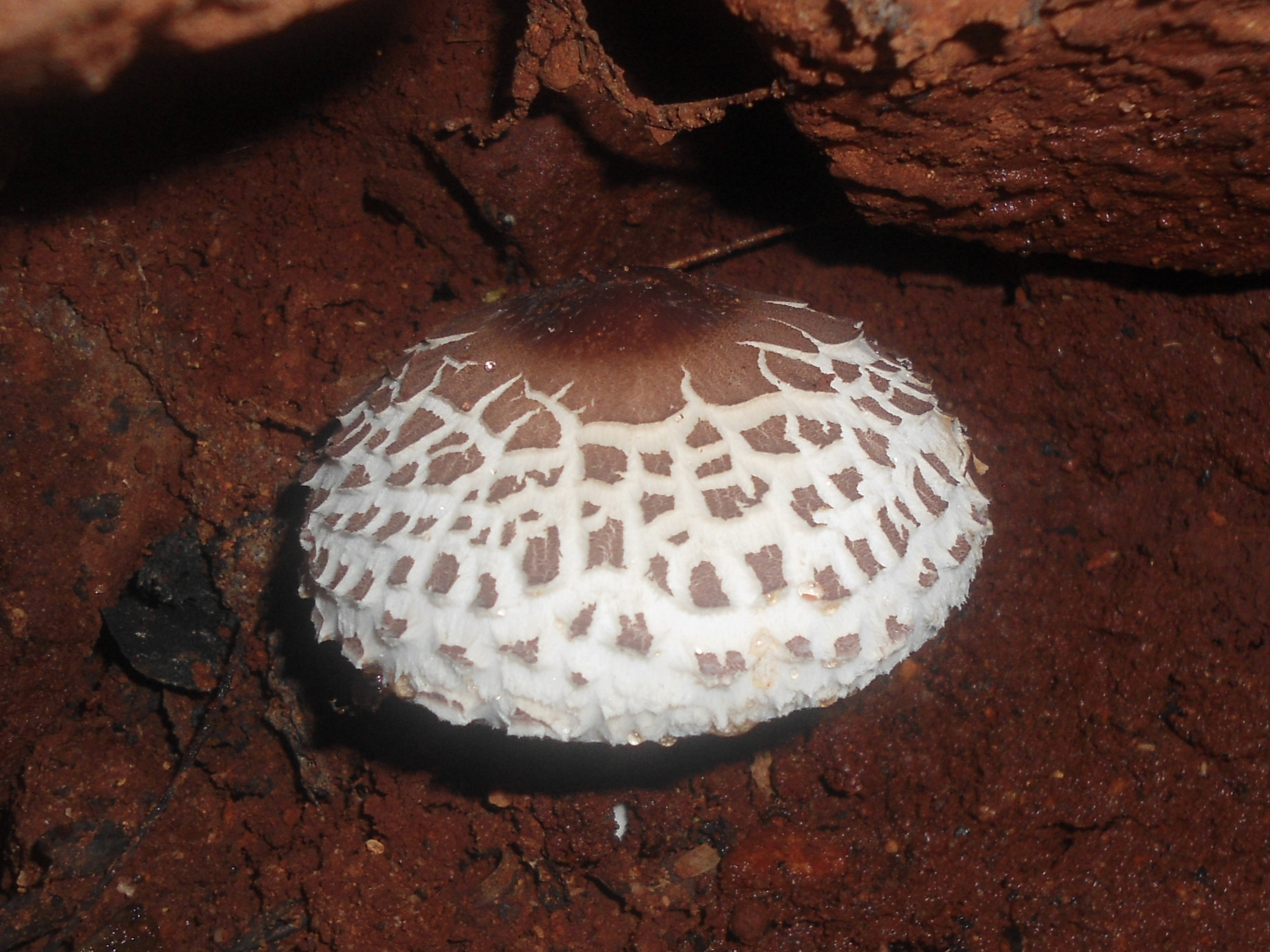
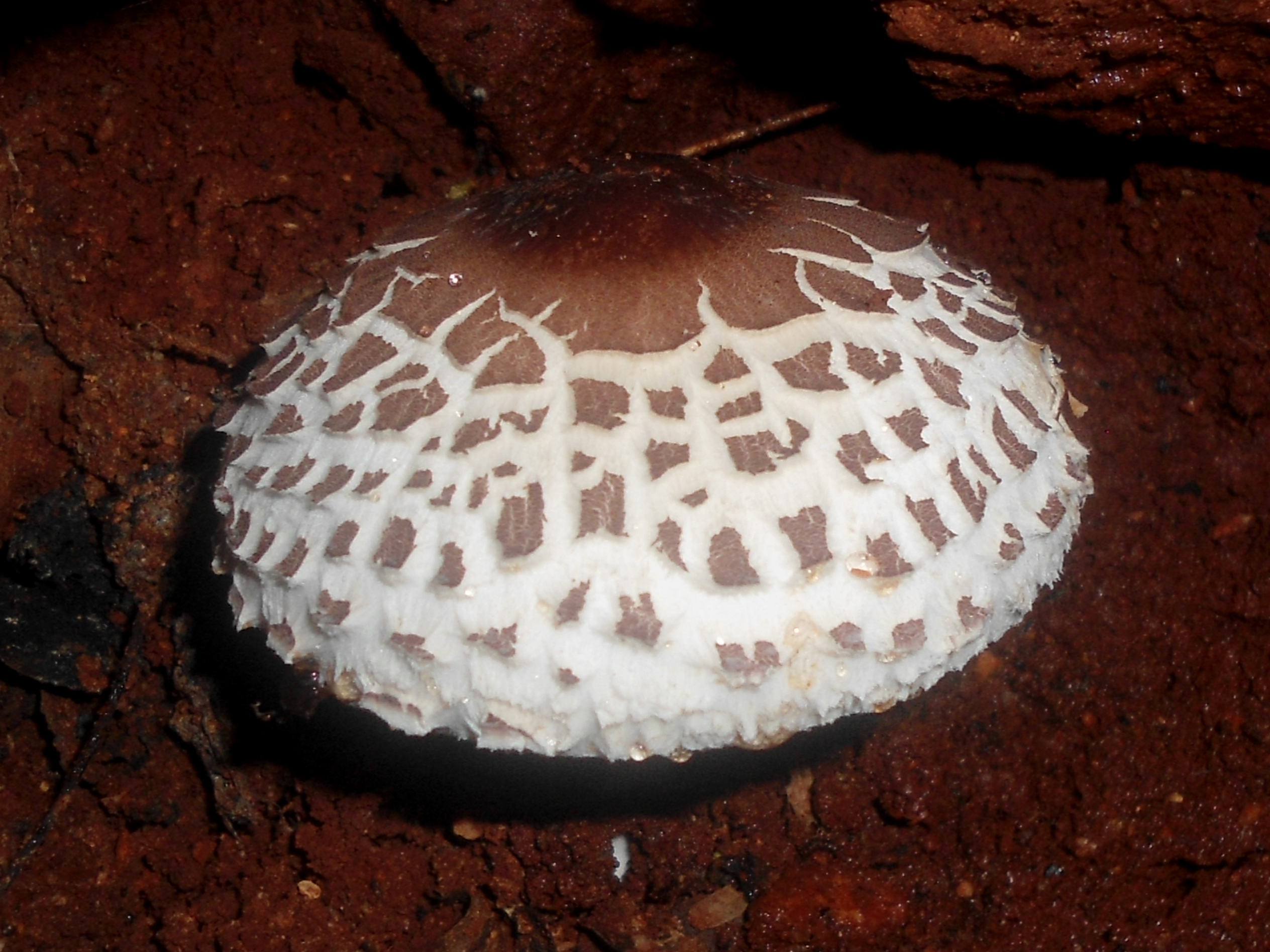
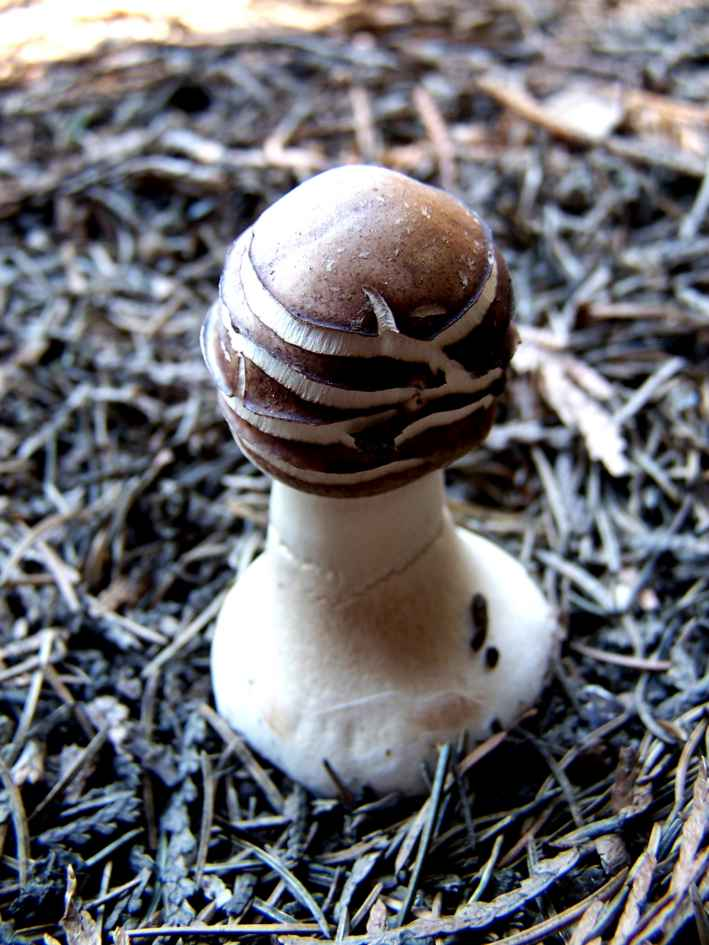
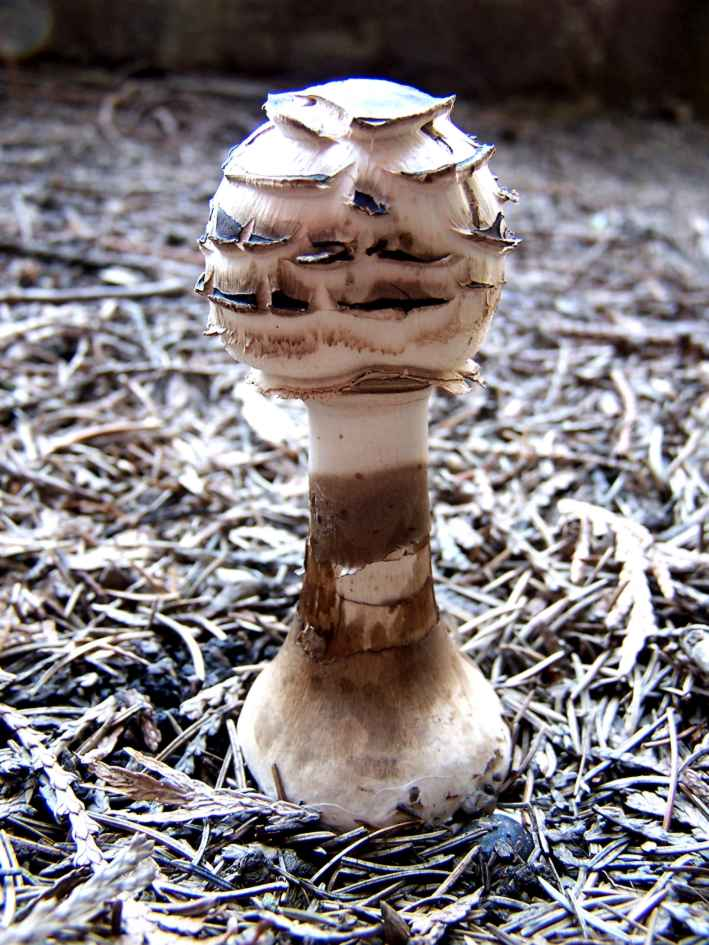
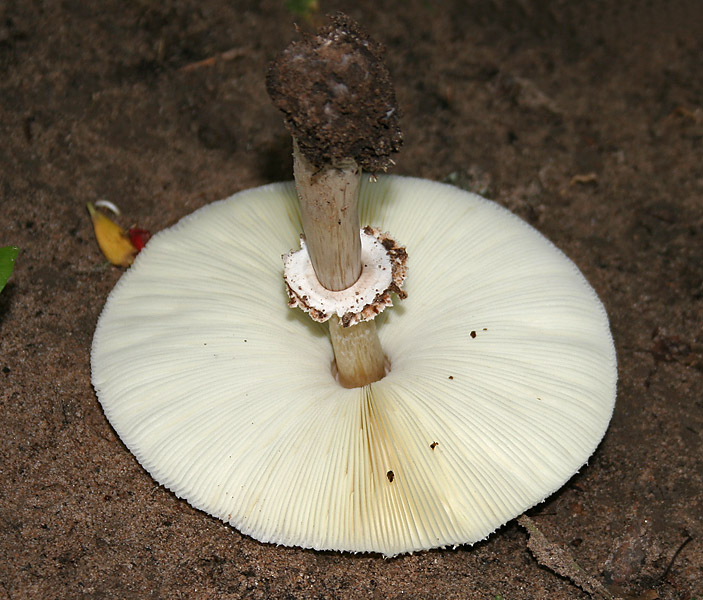
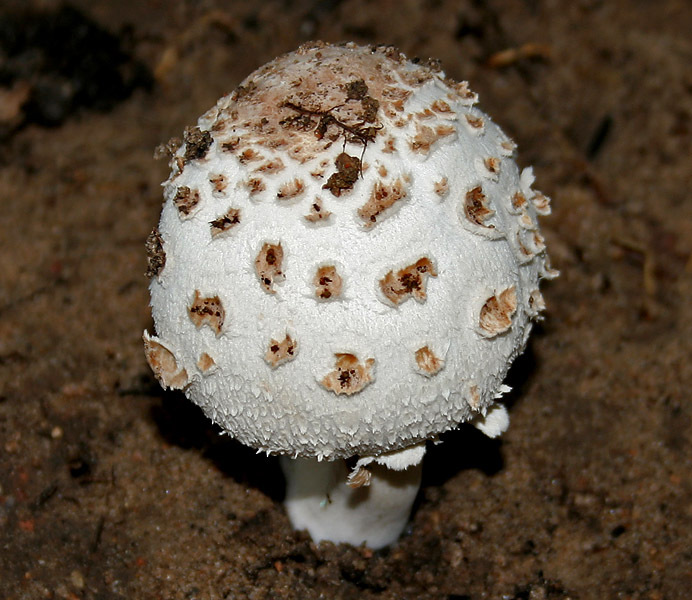
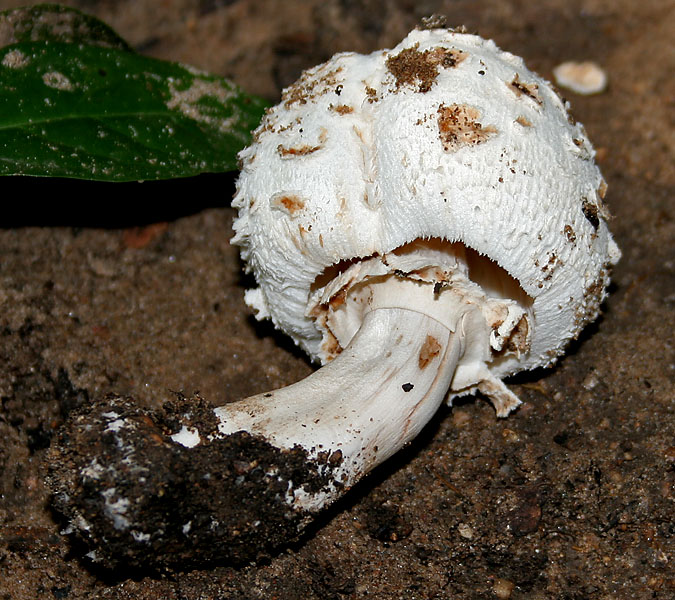
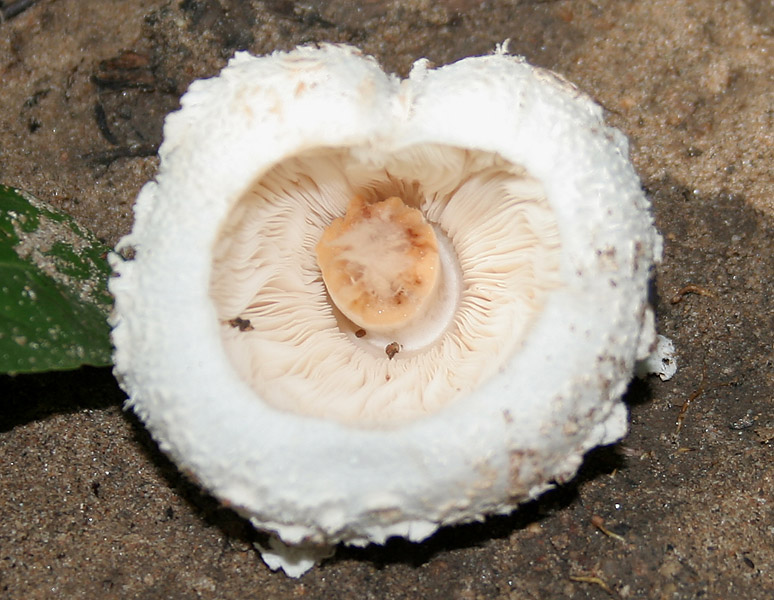
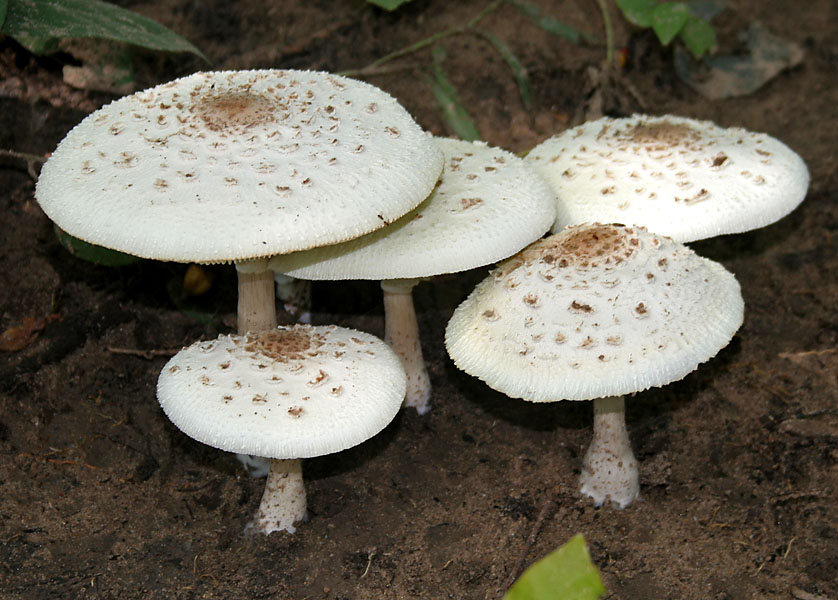
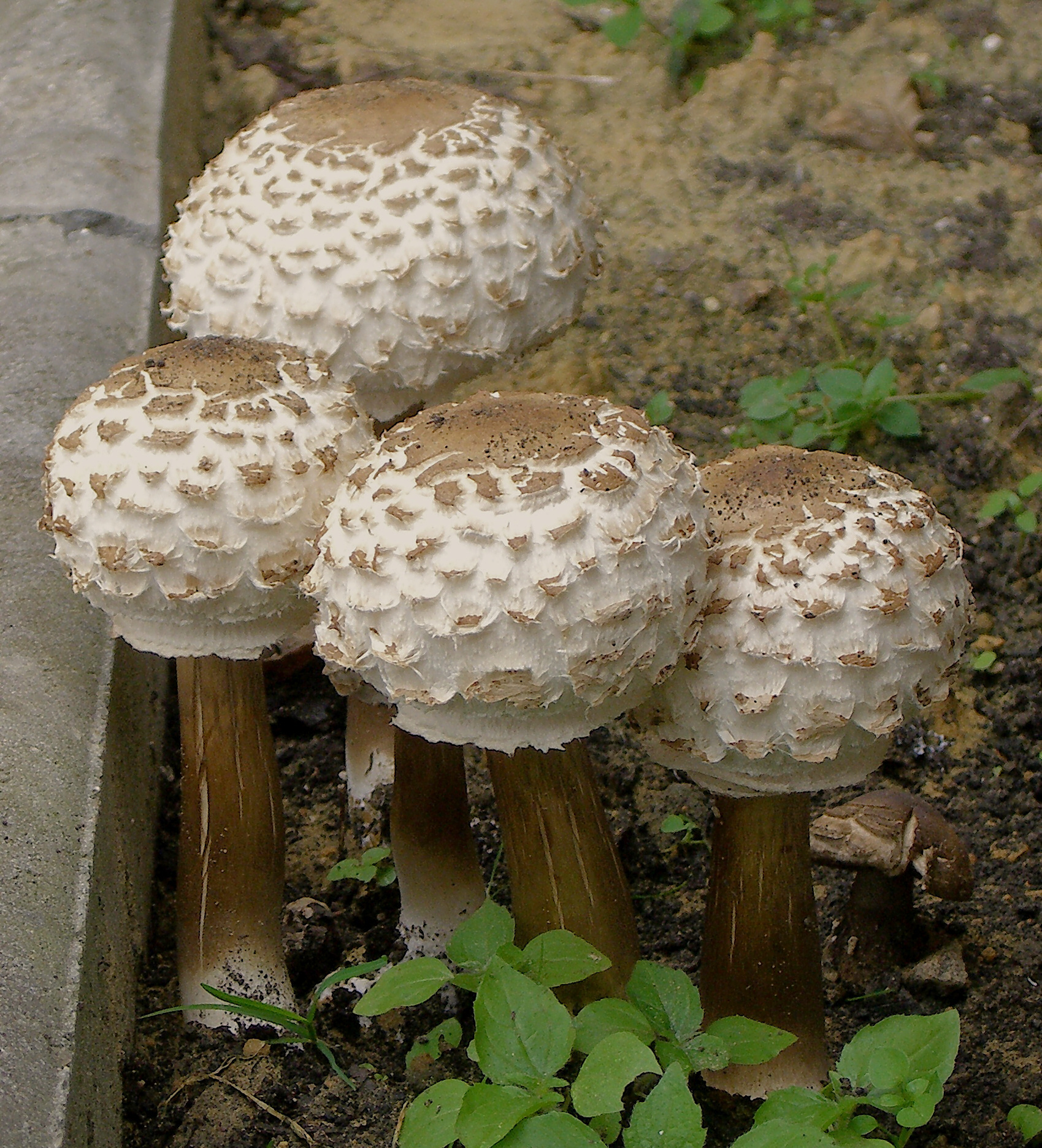
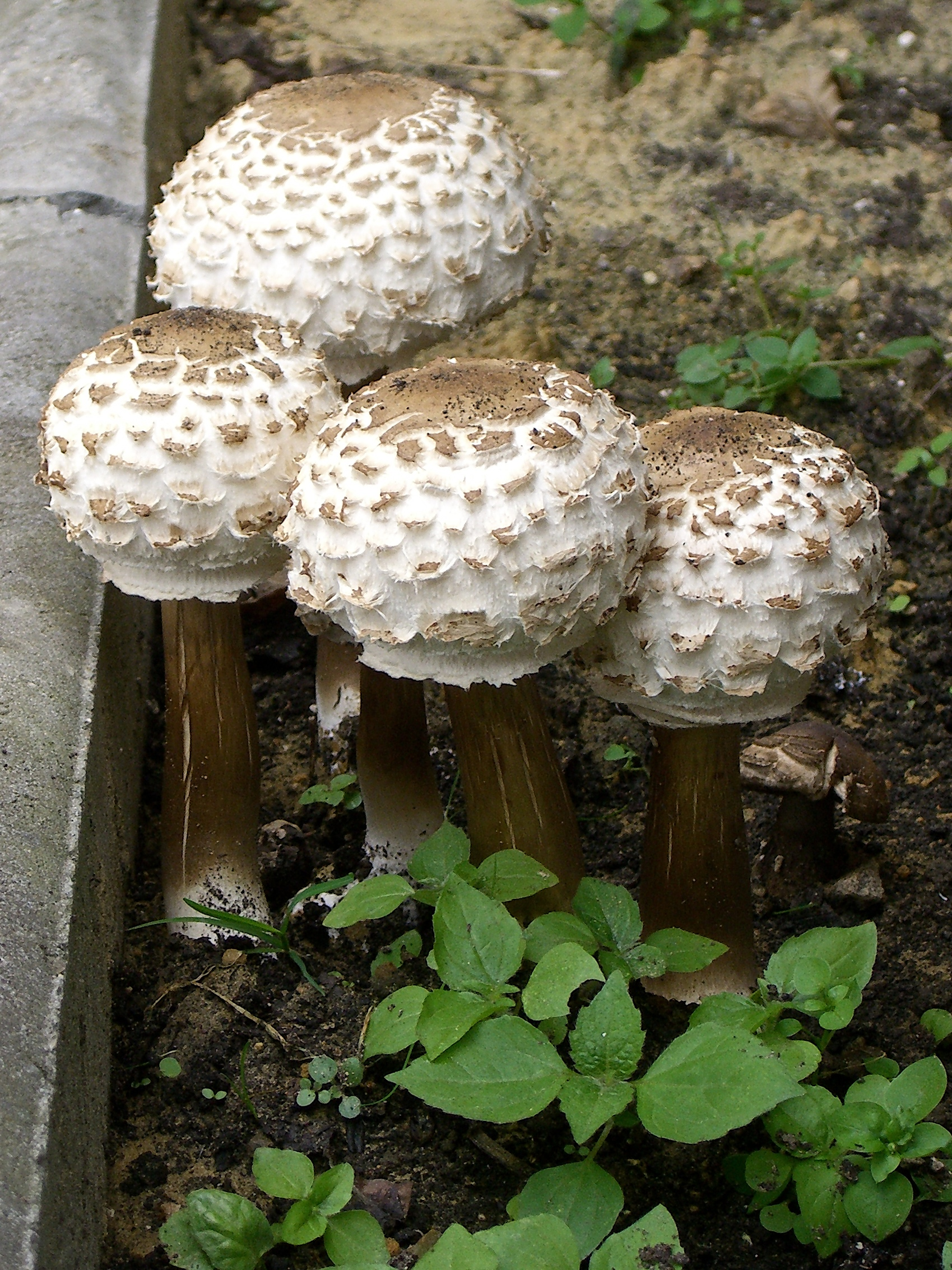
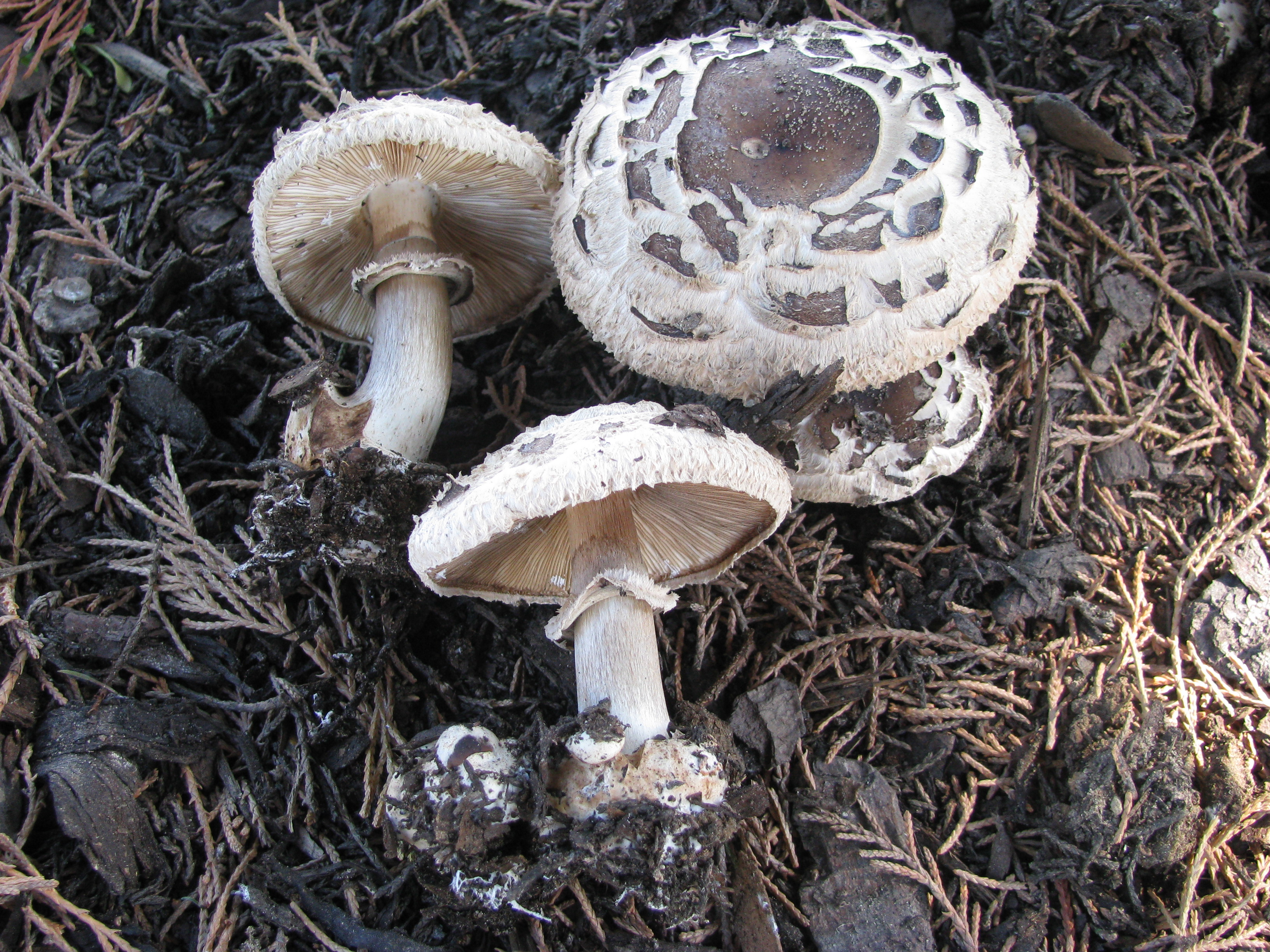
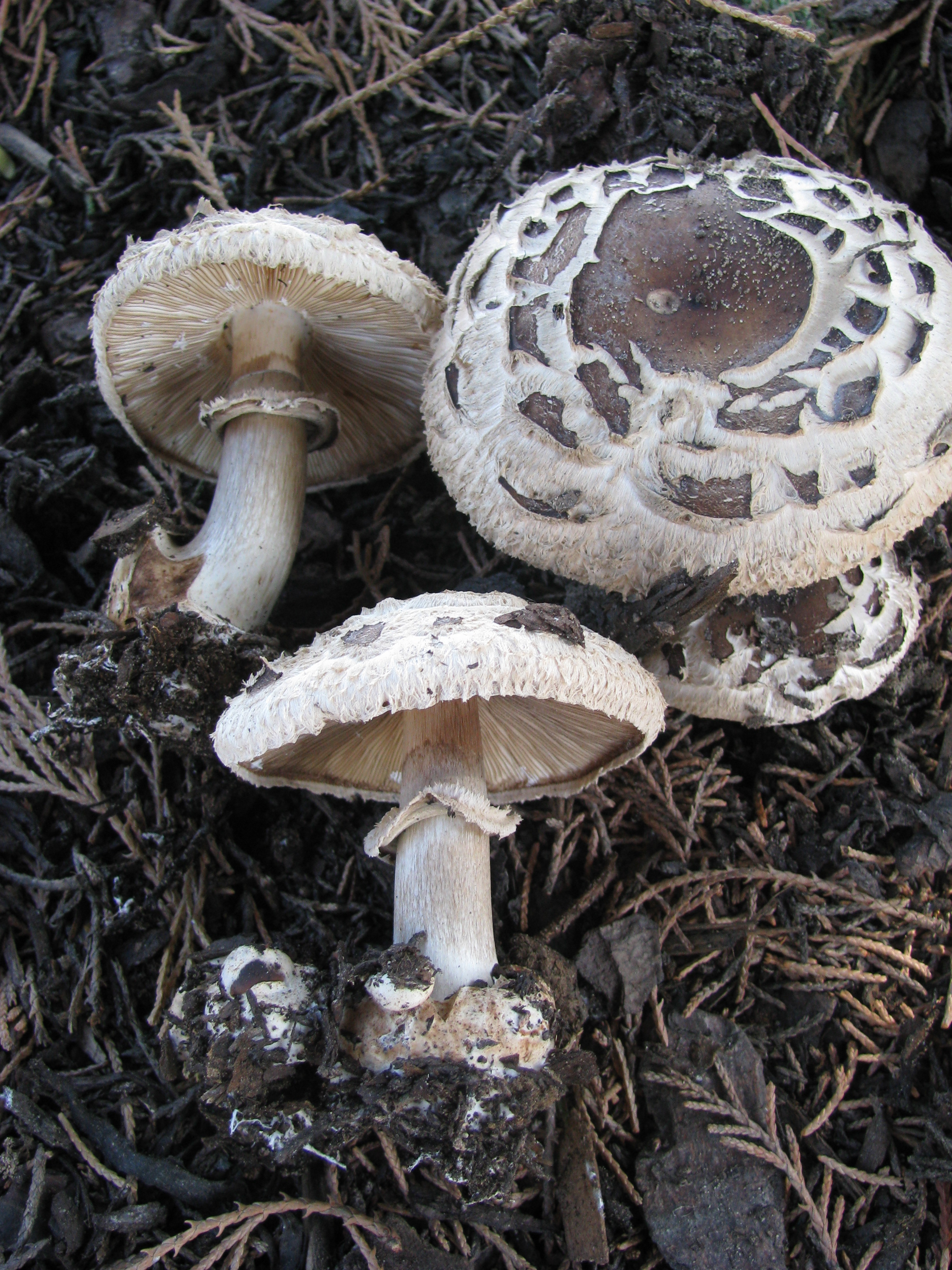
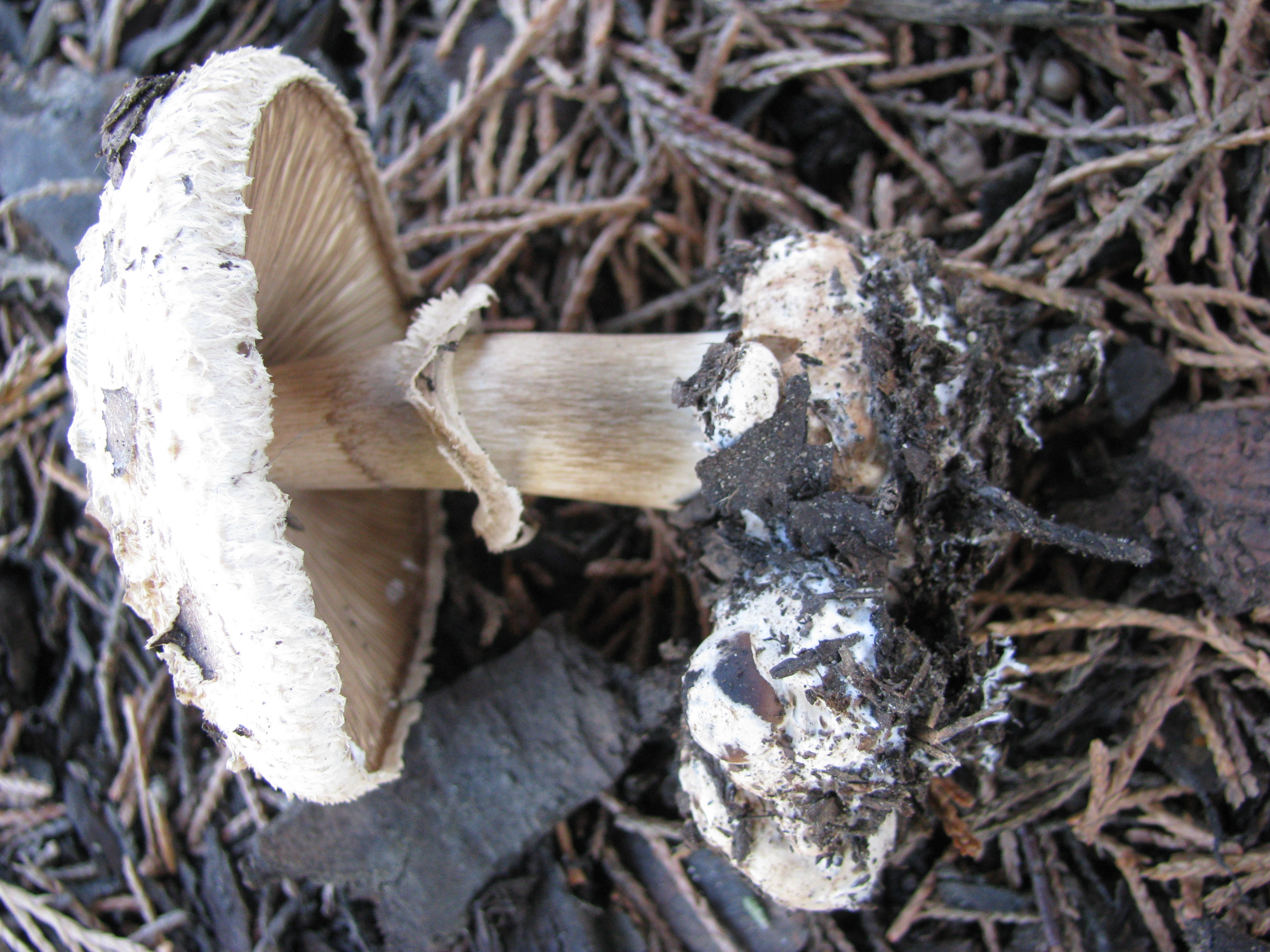
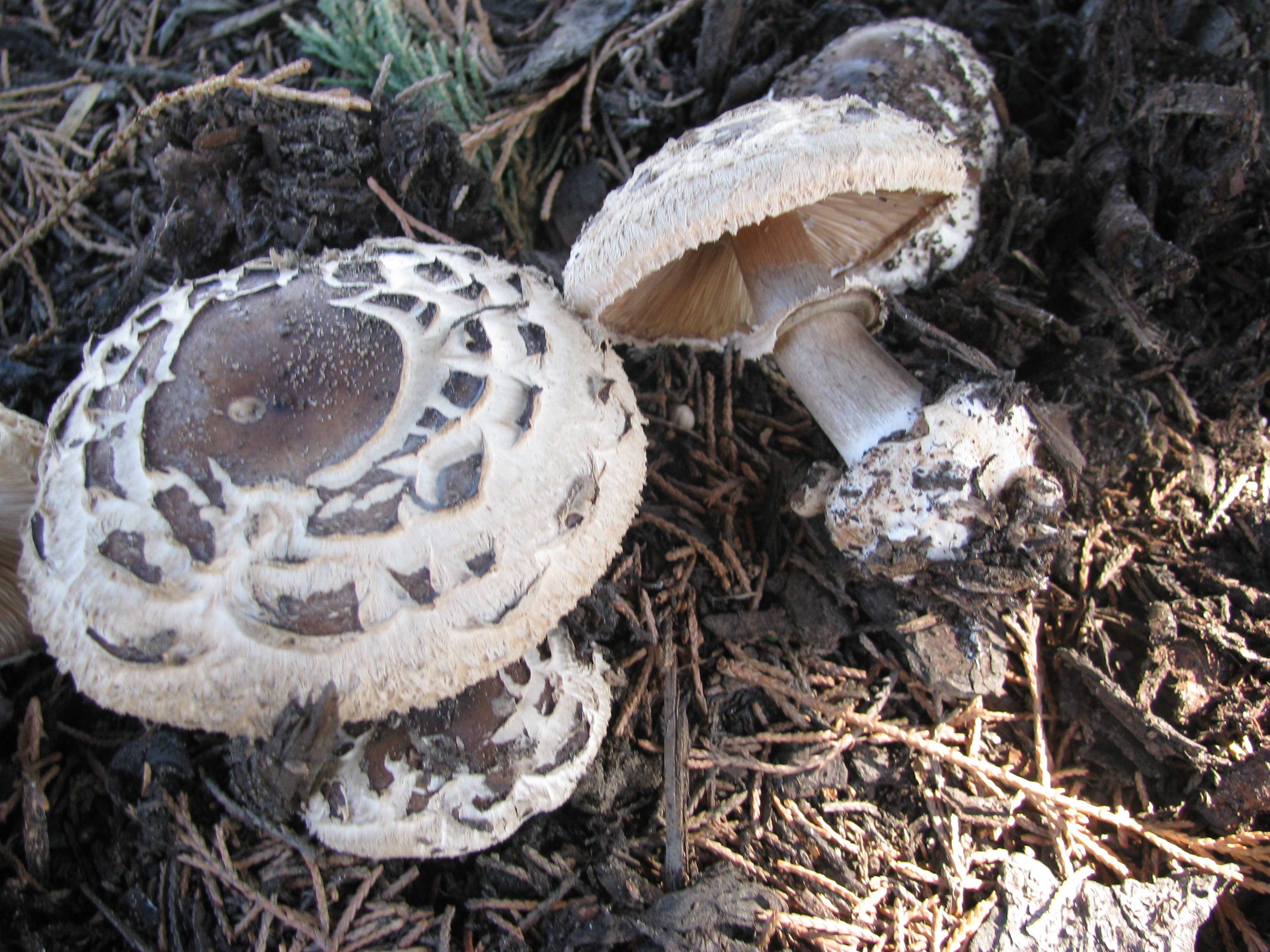
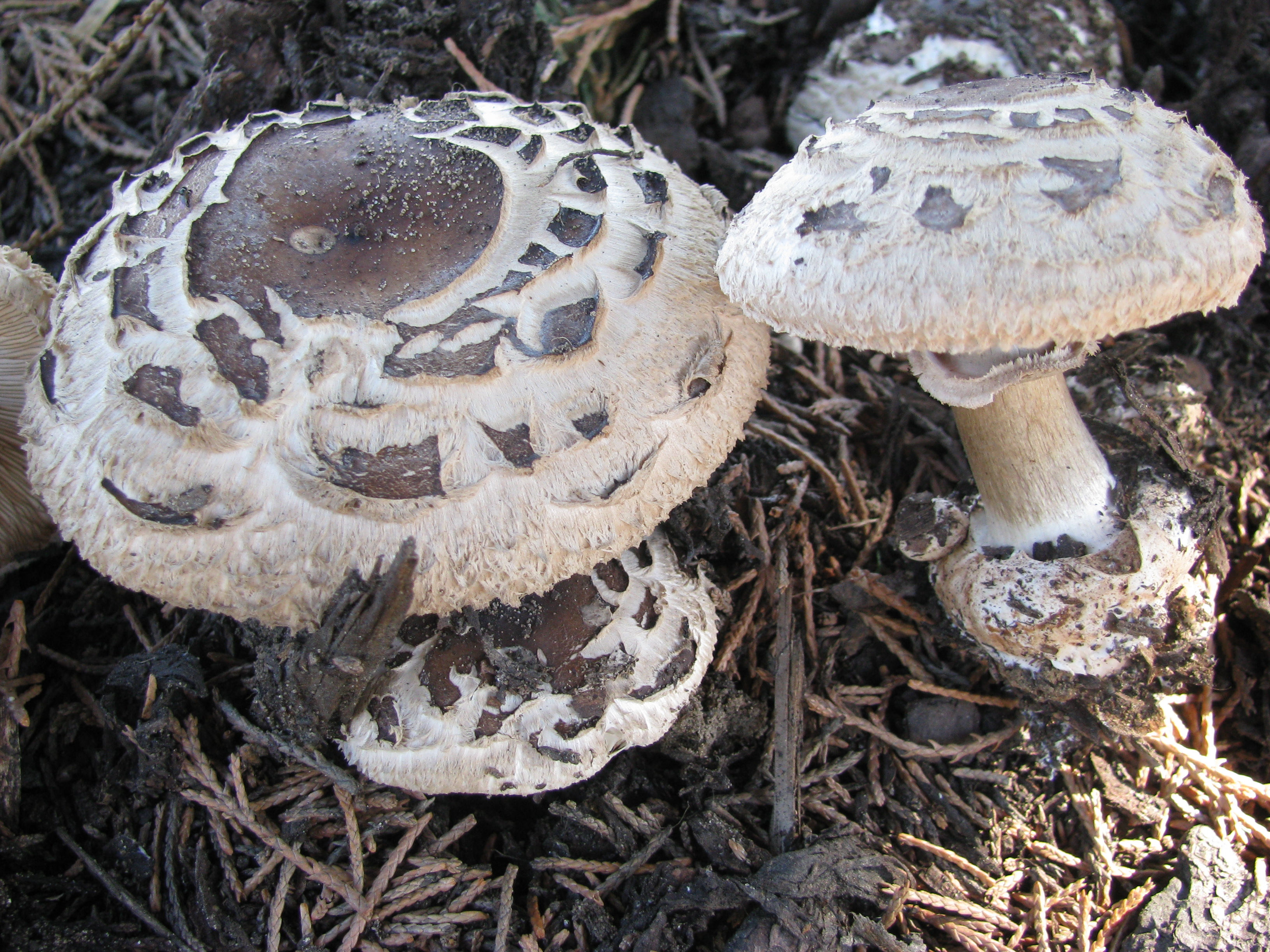
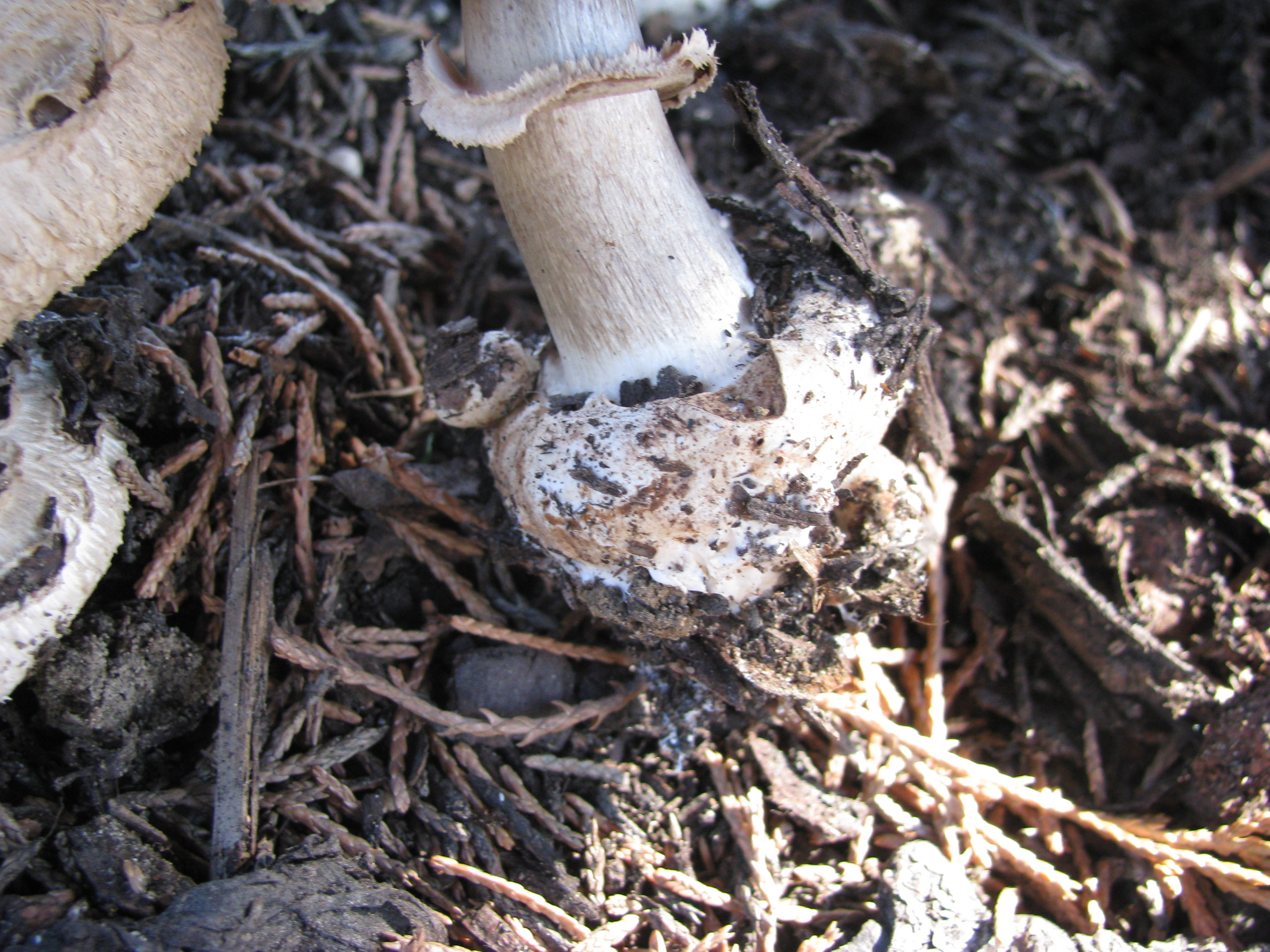
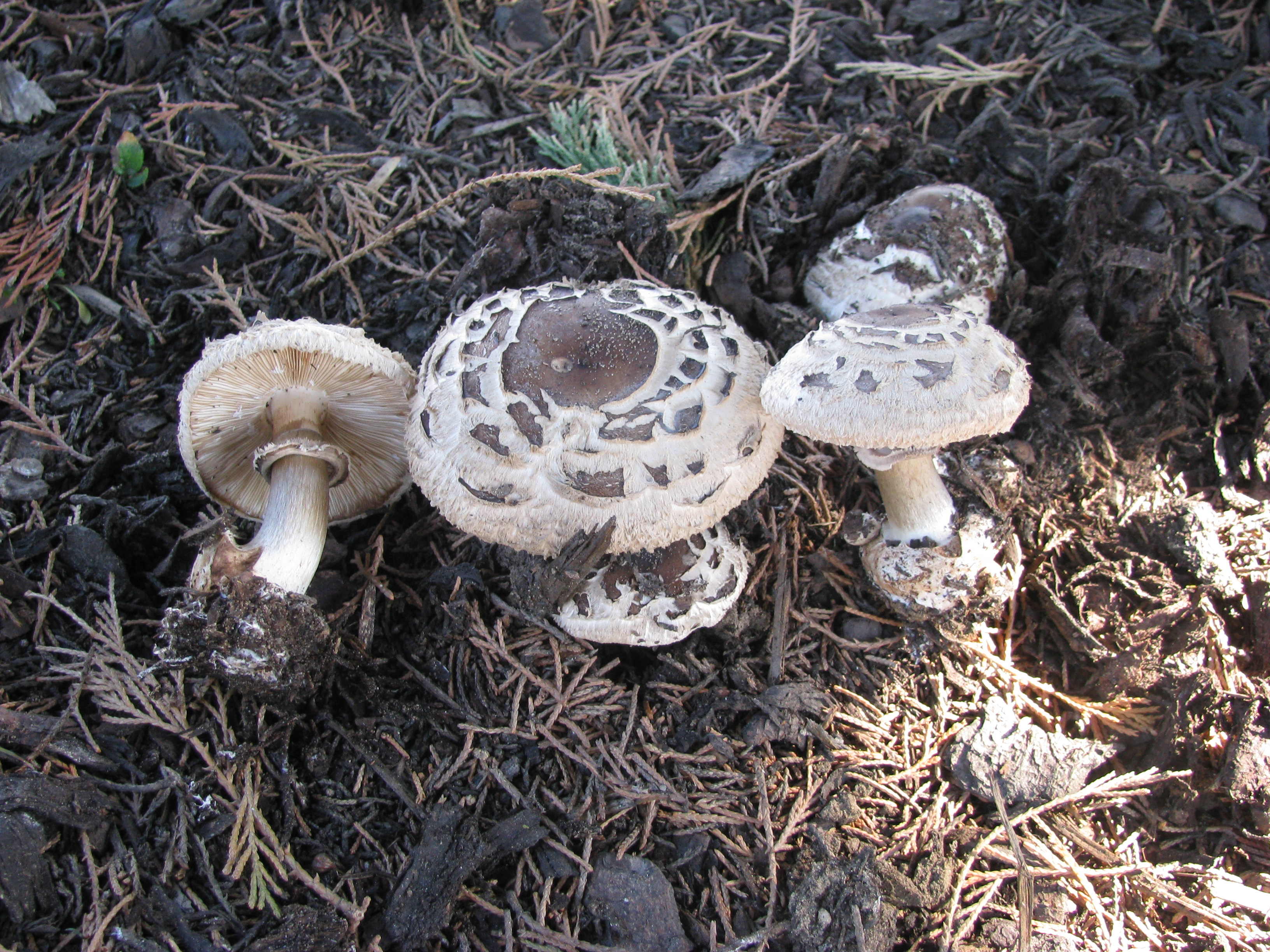
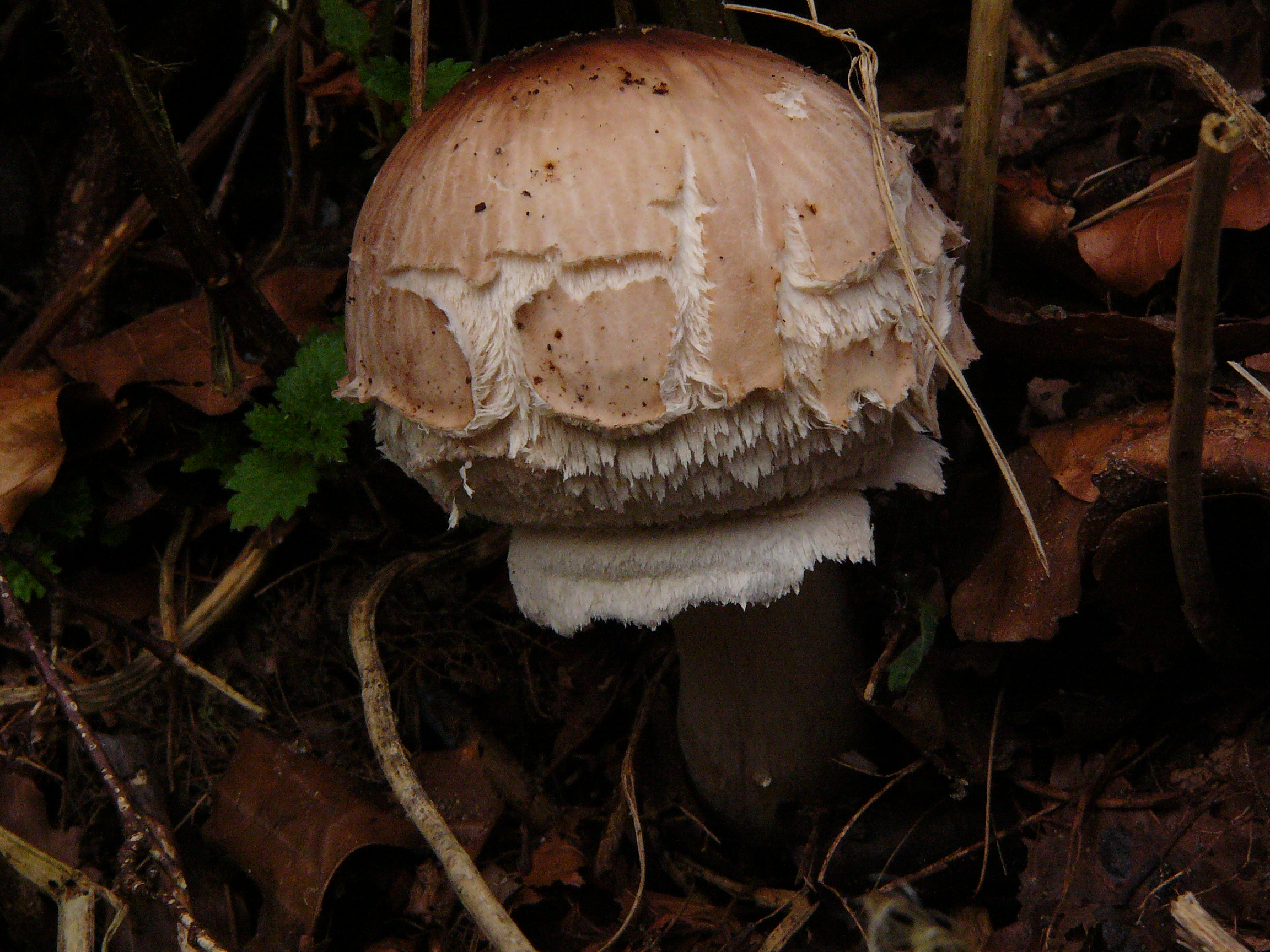